# 月刊少年シリウス
『月刊少年シリウス』（げっかんしょうねんシリウス）は、講談社が発行する日本の月刊少年漫画雑誌。2005年5月26日に創刊された（創刊号は同年7月号）。毎月26日発売。
2010年7月7日から2018年8月9日まで別冊アンソロジーコミック『ネメシス』が刊行された。2013年7月からはWeb漫画ページ『水曜日のシリウス』がニコニコ静画で配信開始。2025年3月28日からはWebマンガサイト『ビブリオシリウス』が配信開始。2025年5月29日からは電子雑誌『ARTEMIS by sirius』が配信開始。

## 掲載作品

### 連載中
2025年9月号現在。
| タイトル                                                                           | 開始号     | 終了号     | 作者           | 原作など                                             | 備考                                    |
| ---------------------------------------------------------------------------------- | ---------- | ---------- | -------------- | ---------------------------------------------------- | --------------------------------------- |
| 夜桜四重奏 〜ヨザクラカルテット〜                                                  | 2006年03月 | 2025年09月 | ヤスダスズヒト |                                                      |                                         |
| 転生したらスライムだった件                                                         | 2015年05月 |            | 川上泰樹       | 原作：伏瀬 キャラクター原案：みっつばー              | 『水曜日のシリウス』と同時連載          |
| 転スラ日記 転生したらスライムだった件                                              | 2018年06月 |            | 柴             | 原作：伏瀬 キャラクター原案：みっつばー              | 『水曜日のシリウス』と同時連載 隔月連載 |
| ライドンキング                                                                     | 2018年07月 |            | 馬場康誌       |                                                      |                                         |
| ベアゲルター                                                                       | 2019年01月 |            | 沙村広明       |                                                      | 『ネメシス』から移籍 隔月連載           |
| ポンコツ風紀委員とスカート丈が不適切なJKの話                                       | 2019年05月 |            | 横田卓馬       |                                                      |                                         |
| ブーツレグ                                                                         | 2019年05月 |            | ヤスダスズヒト |                                                      |                                         |
| 無号のシュネルギア                                                                 | 2019年07月 |            | 高田裕三       |                                                      |                                         |
| 転生したらスライムだった件 異聞 〜魔国暮らしのトリニティ〜                         | 2019年08月 |            | 戸野タエ       | 原作：伏瀬 キャラクター原案：みっつばー              |                                         |
| 時間停止勇者                                                                       | 2019年11月 |            | 光永康則       |                                                      |                                         |
| デキる猫は今日も憂鬱                                                               | 2021年12月 |            | 山田ヒツジ     |                                                      |                                         |
| 転スラ日記 転生したらスライムだった件 クレイマンREVENGE                            | 2022年06月 |            | カジカ航       | 原作：伏瀬 キャラクター原案：みっつばー              |                                         |
| ノイジールームメイト 〜家ナシになったのでイケメンと 怪異つき物件で同居始めました〜 | 2022年09月 |            | 緒崎カホ       |                                                      | 『Palcy』で先行配信                     |
| バーサス                                                                           | 2023年01月 |            | あずま京太郎   | 原作：ONE 構成：bose                                 |                                         |
| かくりよの宿飯 あやかしお宿に嫁入りします。                                        | 2023年03月 |            | 冬葉つがる     | 原作：友麻碧 構成：泉乃せん キャラクター原案：Laruha |                                         |
| 騎士王の食卓                                                                       | 2023年04月 |            | ゆづか正成     |                                                      |                                         |
| 転生したらスライムだった件 美食伝 〜ペコとリムルの料理手帖〜                       | 2023年06月 |            | 中谷チカ       | 原作：伏瀬 キャラクター原案：みっつばー              |                                         |
| はたらく細胞 猫                                                                    | 2023年07月 |            | かいれめく     | 原案：清水茜 原作：蒼空チョコ                        |                                         |
| DT転生 〜30歳まで童貞で転生したら、史上最強の魔法使いになりました！〜              | 2023年10月 |            | 山田秋太郎     | 原作：石田衣良                                       |                                         |
| タワーダンジョン                                                                   | 2023年12月 |            | 弐瓶勉         |                                                      |                                         |
| ブレス                                                                             | 2024年02月 |            | 園山ゆきの     |                                                      | 『少年マガジンエッジ』から移籍          |
| 地元のいじめっ子達に仕返ししようとしたら、別の戦いが始まった。                     | 2024年08月 |            | マツモトケンゴ |                                                      | 『水曜日のシリウス』連載→本誌でも連載   |
| 妖怪アパートの幽雅な日常                                                           | 2024年08月 |            | 深山和香       | 原作：香月日輪                                       | 新章                                    |
| 傷モノの花嫁 〜虐げられた私が、皇國の鬼神に見初められた理由〜                      | 2024年10月 |            | 藤丸豆ノ介     | 原作：友麻碧                                         | 『Palcy』連載→本誌でも連載              |
| シャドウ・アサシンズ・ワールド 〜影は薄いけど、最強忍者やってます〜                | 2024年10月 |            | 五色安未       | 原作：空山トキ 構成：泉乃ぜん キャラクター原案：伍長 |                                         |
| 戦車椅子-TANK CHAIR-                                                               | 2025年01月 |            | やしろ学       |                                                      | 『マガジンポケット』から移籍            |
| ヴォカライズ                                                                       | 2025年02月 |            | 小菊路よう     |                                                      |                                         |
| 学食ガール                                                                         | 2025年08月 |            | 杉本萌         |                                                      |                                         |

### 連載終了
| タイトル | 開始号     | 終了号     | 作者              | 原作など | 備考                                                                              |
| --- | ---------- | ---------- | ----------------- | --- | --------------------------------------------------------------------------------- |
| Aventura | 2005年07月 | 2015年10月 | 翠川しん          | | 2011年は隔月・偶数号掲載 休載したまま終了                                         |
| Double Cross 〜裏切りの十字架〜                                                                                              | 2005年07月 | 2005年12月 | 旭凛太郎          | |                                                                                   |
| トリプルプレイ助悪郎 | 2005年07月 | 2005年12月 | 西尾維新          | イラスト：鶯 | 小説                                                                              |
| BAROQUE 〜バロック〜 | 2005年07月 | 2013年01月 | 小川彌生          | |                                                                                   |
| ぼくと未来屋の夏 | 2005年07月 | 2006年09月 | 武本糸会          | 原作：はやみねかおる                                                                                            |                                                                                   |
| 時間救助隊TIMER3 | 2005年07月 | 2006年11月 | 能田達規          | | 不定期連載                                                                        |
| ロボとうさ吉 | 2005年07月 | 2006年11月 | 加藤和恵          | |                                                                                   |
| もえちり! | 2005年07月 | 2006年12月 | 堂高しげる        | |                                                                                   |
| 夏の魔術 | 2005年07月 | 2007年03月 | ふくやまけいこ    | 原作：田中芳樹                                                                                                  |                                                                                   |
| 炎天のいろは | 2005年07月 | 2007年05月 | 佐々木ミノル      | |                                                                                   |
| 0→1Rebirth | 2005年07月 | 2007年05月 | 山口譲司          | |                                                                                   |
| 幽霊旅行代理店 ソウルメイトツーリスト                                                                                        | 2005年07月 | 2007年07月 | ふる鳥弥生        | 原作：根本新 |                                                                                   |
| 圏外です♡ | 2005年07月 | 2007年12月 | いちば仔牛〈UGO〉 | |                                                                                   |
| Dear Monkey 西遊記 | 2005年07月 | 2007年12月 | 白井三二朗        | |                                                                                   |
| 龍眼 -ドラゴンアイ- | 2005年07月 | 2008年04月 | 藤山海里          | | 休載したまま終了 続編を『コミックヘヴン』で連載                                   |
| テレパシー少女「蘭」 | 2005年07月 | 2009年05月 | いーだ俊嗣        | 原作：あさのあつこ                                                                                              |                                                                                   |
| 風の館の物語 | 2005年07月 | 2010年02月 | あさのあつこ      | イラスト：百瀬ヨシユキ                                                                                          | 小説                                                                              |
| 怪物王女 | 2005年08月 | 2013年04月 | 光永康則          | |                                                                                   |
| 21世紀番長 | 2005年08月 | 2006年01月 | オオシマヒロユキ  | 原作：猪原大介                                                                                                  |                                                                                   |
| 魔女っ娘つくねちゃん+ | 2005年08月 | 2006年05月 | まがりひろあき    | | 『ヤングマガジンアッパーズ』から移籍 『魔女っ娘つくねちゃん』の続編               |
| 魔法使いのたまごたち | 2005年08月 | 2007年08月 | 石川マサキ        | 原作：雑破業 |                                                                                   |
| あくはむ | 2005年08月 | 2008年04月 | 新居さとし        | | Web・本誌両方で連載                                                               |
| はりだま退魔塾 | 2005年09月 | 2006年01月 | 鈴見敦            | |                                                                                   |
| 海の人 | 2005年09月 | 2006年03月 | おちよしひこ      | |                                                                                   |
| 鉄甲神剣ゴウジン | 2005年09月 | 2006年06月 | 上山道郎          | |                                                                                   |
| 四季使い | 2005年09月 | 2011年11月 | たかなぎ優名      | 原作：是空とおる                                                                                                |                                                                                   |
| RaPuTEKI | 2005年10月 | 2006年08月 | ハザマ☆マサシ     | |                                                                                   |
| 乱飛乱外 | 2005年10月 | 2011年04月 | 田中ほさな        | |                                                                                   |
| ZeRoNの火蓋 〜無垢なる魔神の物語〜                                                                                           | 2006年01月 | 2007年04月 | 神宮寺一          | |                                                                                   |
| 未来からのヒットマン おいちょカブ!                                                                                           | 2006年02月 | 2006年10月 | 後藤イチオ        | |                                                                                   |
| 銃姫 -Sincerely Night- | 2006年04月 | 2008年09月 | 一文字蛍          | 原作：高殿円 |                                                                                   |
| ふぁにぃみゅうじあむ | 2006年06月 | 2008年05月 | 伯林              | |                                                                                   |
| アメフラシ | 2006年08月 | 2007年08月 | 鈴見敦            | |                                                                                   |
| 魔女っ娘つくねちゃん ぜろ | 2006年10月 | 2008年11月 | まがりひろあき    | |                                                                                   |
| ロボとうさ吉外伝 スターゲイザー                                                                                              | 2006年12月 | 2006年12月 | 加藤和恵          | |                                                                                   |
| XBLADE | 2007年01月 | 2013年10月 | 士貴智志          | 原作：イダタツヒコ                                                                                              |                                                                                   |
| ゆうやみ特攻隊 | 2007年01月 | 2014年07月 | 押切蓮介          | |                                                                                   |
| 怪談と踊ろう、そしてあなたは階段で踊る                                                                                       | 2007年03月 | 2007年10月 | 野沢ビーム        | 原作：竜騎士07                                                                                                  |                                                                                   |
| ルート225 | 2007年03月 | 2008年03月 | 志村貴子          | 原作：藤野千夜                                                                                                  |                                                                                   |
| LOBOS | 2007年04月 | 2009年06月 | 秋山明子          | |                                                                                   |
| パプリカ | 2007年05月 | 2007年07月 | 坂井恵理          | 原作：筒井康隆                                                                                                  | 短期集中連載                                                                      |
| アルト | 2007年06月 | 2008年08月 | こいおみなと      | |                                                                                   |
| メイド戦記 | 2007年06月 | 2011年04月 | RAN               | |                                                                                   |
| マコちゃんのリップクリーム                                                                                                   | 2007年07月 | 2014年12月 | 尾玉なみえ        | |                                                                                   |
| 将国のアルタイル | 2007年09月 | 2024年01月 | カトウコトノ      | |                                                                                   |
| できそこないの物語 | 2007年09月 | 2010年10月 | 箱宮ケイ          | |                                                                                   |
| 空色動画 | 2007年10月 | 2009年04月 | 片山ユキヲ        | |                                                                                   |
| 橋姫プレイ専科 | 2007年11月 | 2008年04月 | 瀬川サユリ        | |                                                                                   |
| まじもじるるも | 2007年11月 | 2011年02月 | 渡辺航            | |                                                                                   |
| ケンたま | 2008年01月 | 2008年06月 | 上田悟司          | |                                                                                   |
| ルリアーにゃ!! | 2008年01月 | 2011年06月 | いちい達成        | |                                                                                   |
| 世界制服セキララ女学館 | 2008年02月 | 2010年01月 | 水あさと          | |                                                                                   |
| すずめのなみだ | 2008年02月 | 2010年09月 | ひゅーが          | |                                                                                   |
| 論理少女 | 2008年04月 | 2011年02月 | つじ要            | |                                                                                   |
| タイタニア | 2008年05月 | 2011年12月 | ガンテツ          | 原作：田中芳樹                                                                                                  |                                                                                   |
| ふぁにぃわーるど | 2008年06月 | 2009年05月 | 伯林              | |                                                                                   |
| リアライズ | 2008年08月 | 2010年02月 | 野沢ビーム        | 原作：髙橋龍也・水無月徹                                                                                        |                                                                                   |
| 僕の後ろに魔女がいる | 2008年10月 | 2012年06月 | 山田ヒツジ        | | 『Palcy』に移籍                                                                   |
| ポチッと! | 2008年10月 | 2009年09月 | いちば仔牛        | |                                                                                   |
| 獣の奏者 | 2008年12月 | 2016年03月 | 武本糸会          | 原作：上橋菜穂子                                                                                                |                                                                                   |
| 雷獣シシマル | 2008年12月 | 2009年05月 | 髙坂タカユキ      | | 短期集中連載                                                                      |
| 射鵰英雄伝EAGLET | 2009年03月 | 2010年12月 | 白井三二朗        | 原作：金庸 |                                                                                   |
| ハイブリッドさふぁり | 2009年04月 | 2009年07月 | 幸崎えん          | | 短期集中連載                                                                      |
| NECROMANCER | 2009年05月 | 2011年03月 | ソガシイナ        | |                                                                                   |
| ちょいひめ | 2009年06月 | 2011年02月 | 奥はるか          | |                                                                                   |
| へる↓↑てん | 2009年07月 | 2009年09月 | モトエ恵介        | | 短期集中連載                                                                      |
| 四方世界の王 | 2009年12月 | 2011年11月 | 雨音たかし        | 原作：定金伸治                                                                                                  | 『水曜日のシリウス』に移籍                                                        |
| オイレンシュピーゲル | 2010年02月 | 2013年02月 | 二階堂ヒカル      | 原作：冲方丁 |                                                                                   |
| やみのさんしまい | 2010年02月 | 2013年05月 | 永瀬ようすけ      | |                                                                                   |
| セレスティアルクローズ | 2010年08月 | 2016年04月 | 塩野干支郎次      | |                                                                                   |
| お嬢様は武道会で踊る | 2010年09月 | 2011年01月 | モトエ恵介        | |                                                                                   |
| うしろノしんでれさん | 2010年10月 | 2011年03月 | 佐藤友生          | |                                                                                   |
| 銃姫 -Phantom Pain- | 2010年11月 | 2014年05月 | 椋本夏夜          | 原作：高殿円 |                                                                                   |
| カタリベのりすと | 2011年03月 | 2014年02月 | 藤屋いずこ        | |                                                                                   |
| ダテンシダブリエル | 2011年03月 | 2011年09月 | じょりーまんま    | | 短期集中連載                                                                      |
| まがつき | 2011年04月 | 2017年04月 | 田口ホシノ        | |                                                                                   |
| まじもじるるも 魔界編 | 2011年04月 | 2013年03月 | 渡辺航            | |                                                                                   |
| UZSHI-ウツシ- | 2011年05月 | 2011年12月 | マツダアヤコ      | |                                                                                   |
| 永遠図書館 | 2011年05月 | 2012年12月 | 赤星治人          | |                                                                                   |
| 妖怪アパートの幽雅な日常 | 2011年07月 | 2021年10月 | 深山和香          | 原作：香月日輪                                                                                                  |                                                                                   |
| セイクリッドセブン | 2011年09月 | 2012年10月 | あずま京太郎      | 原作：矢立肇 |                                                                                   |
| チロリン堂の夏休み | 2011年09月 | 2013年08月 | オオカミうお      | |                                                                                   |
| まおゆう魔王勇者 外伝 まどろみの女魔法使い                                                                                   | 2012年01月 | 2014年05月 | 川上泰樹          | 原作：橙乃ままれ キャラクター原案：水玉螢之丞・toi8 監修：桝田省治                                              |                                                                                   |
| セクシャル・ハンター・ライオット                                                                                             | 2012年02月 | 2014年05月 | 折音詩千生        | 原作：築地俊彦                                                                                                  |                                                                                   |
| そんな運命リテイクで! | 2012年03月 | 2012年05月 | モトエ恵介        | | 短期集中連載                                                                      |
| 南Q阿伝 | 2012年04月 | 2014年11月 | 光永康則          | |                                                                                   |
| 小国のアルタイルさん | 2012年06月 | 2013年11月 | ソガシイナ        | 原作：カトウコトノ                                                                                              |                                                                                   |
| 生徒会探偵キリカ | 2012年06月 | 2015年05月 | YUI               | 原作：杉井光 キャラクター原案：ぽんかん⑧                                                                        | 『水曜日のシリウス』に移籍                                                        |
| デビルサバイバー | 2012年07月 | 2016年04月 | 松葉サトル        | 原作：アトラス キャラクターデザイン： ヤスダスズヒト                                                            |                                                                                   |
| 氷結鏡界のエデン | 2012年08月 | 2014年09月 | 木村勇貴          | 原作：細音啓 |                                                                                   |
| アルクアイネ-サンバベッジ妖精譚-                                                                                             | 2012年10月 | 2014年01月 | 三ノ咲コノリ      | |                                                                                   |
| みならい女神 プルプルんシャルム                                                                                              | 2012年11月 | 2016年02月 | キダニエル        | 原作：ジコウリュウ キャラクターデザイン：マルイノ                                                               |                                                                                   |
| 2×BONE | 2013年01月 | 2014年06月 | 清水幸詩郎        | |                                                                                   |
| ROSE GUNS DAYS 復讐は黄金の香り                                                                                              | 2013年06月 | 2014年06月 | 蓮乗寺メイ        | 原作：竜騎士07 / 07th Expansion                                                                                 |                                                                                   |
| 浜村渚の計算ノート | 2013年07月 | 2016年02月 | モトエ恵介        | 原作：青柳碧人 キャラクター原案：桐野壱                                                                         | 『水曜日のシリウス』に移籍                                                        |
| まじもじるるも 放課後の魔法中学生                                                                                            | 2013年08月 | 2019年08月 | 渡辺航            | |                                                                                   |
| クワガタにチョップしたらタイムスリップした                                                                                   | 2013年09月 | 2014年12月 | 下田将也          | 原作：タカハシヨウ （家の裏でマンボウが死んでるP） キャラクター原案：竜宮ツカサ （家の裏でマンボウが死んでるP） | 『水曜日のシリウス』と同時連載                                                    |
| 進撃の巨人 Before the fall                                                                                                   | 2013年10月 | 2019年05月 | 士貴智志          | 原作：諫山創 小説版原作：涼風涼 小説版キャラクター原案： THORES柴本                                             |                                                                                   |
| オパパゴト | 2013年11月 | 2015年02月 | 白梅ナズナ        | | 『水曜日のシリウス』と同時連載                                                    |
| クロックワーク・プラネット                                                                                                   | 2013年11月 | 2018年10月 | クロ              | 原作：榎宮祐・暇奈椿 キャラクター原案：茨乃                                                                     |                                                                                   |
| 大江戸妖怪かわら版 | 2013年12月 | 2018年12月 | 高橋愛            | 原作：香月日輪                                                                                                  |                                                                                   |
| ミガワリメーカー | 2013年12月 | 2015年04月 | 恩田澄子          | |                                                                                   |
| 彼女がフラグをおられたら | 2014年05月 | 2016年04月 | 凪庵              | 原作：竹井10日 キャラクター原案：CUTEG                                                                          | 『月刊少年ライバル』から移籍 →『水曜日のシリウス』に移籍                          |
| たりんたらん | 2014年05月 | 2016年06月 | 杉本萌            | | 『水曜日のシリウス』と同時連載 →『水曜日のシリウス』に移籍                        |
| サクラブリゲイド | 2014年06月 | 2017年03月 | あずま京太郎      | 原作：日向寺明徳                                                                                                |                                                                                   |
| EAT-MAN THE MAIN DISH | 2014年07月 | 2019年08月 | 吉富昭仁          | |                                                                                   |
| エンゼルゲームII リバース | 2014年08月 | 2015年06月 | 町田とし子        | 原作：春原ロビンソン                                                                                            |                                                                                   |
| 藤原伯爵の受難 | 2014年10月 | 2016年08月 | 青辺マヒト        | | 『水曜日のシリウス』と同時連載                                                    |
| 蒼穹のファフナー | 2014年11月 | 2018年04月 | 松下朋未          | 原作：XEBEC | 『Palcy』に移籍                                                                   |
| 愛・天地無用! | 2015年01月 | 2015年12月 | 仲里はるな        | 原作：梶島正樹                                                                                                  |                                                                                   |
| よい子のための尾玉なみえ童話集I 人魚姫                                                                                       | 2015年02月 | 2015年09月 | 尾玉なみえ        | 原作：ハンス・C・アンデルセン                                                                                   |                                                                                   |
| PERSONA Q SHADOW OF THE LABYRINTH Side:P4                                                                                    | 2015年03月 | 2017年04月 | みずのもと        | 原作：アトラス                                                                                                  |                                                                                   |
| はたらく細胞 | 2015年03月 | 2021年03月 | 清水茜            | 医療監修：原田知幸 キャラクター原案：桐野壱                                                                     |                                                                                   |
| じんじゃーえーる | 2015年05月 | 2016年06月 | 維邪之托刀        | |                                                                                   |
| 危険性ガール | 2015年06月 | 2015年07月 | 折音詩千生        | 原作：築地俊彦 キャラクターデザイン協力： はましま薫夫                                                          |                                                                                   |
| お客様は神様です。 | 2015年07月 | 2017年01月 | メイジメロウ      | |                                                                                   |
| 旧約Märchen | 2015年09月 | 2023年06月 | ソガシイナ        | 原曲：Sound Horizon                                                                                             | 隔月で本誌に付属する小冊子に掲載                                                  |
| ナヴァグラハ -DefenD 9 Triggers-                                                                                             | 2015年10月 | 2017年01月 | 塩沢天人志        | 原作：小野大輔、近藤孝行 脚本：小林裕和                                                                         |                                                                                   |
| よい子のための尾玉なみえ童話集II 雪の女王                                                                                    | 2015年11月 | 2016年06月 | 尾玉なみえ        | 原作：ハンス・C・アンデルセン                                                                                   |                                                                                   |
| DNAは教えてくれない | 2016年01月 | 2017年02月 | みんたろう        | |                                                                                   |
| アヴァルト | 2016年02月 | 2017年11月 | 光永康則          | |                                                                                   |
| ルシエルナガ | 2016年02月 | 2017年01月 | Kface             | 原作：イダタツヒコ                                                                                              |                                                                                   |
| おおきなのっぽの、 | 2016年03月 | 2017年09月 | 柴                | |                                                                                   |
| 将国のアルタイル嵬伝 嶌国のスバル                                                                                            | 2016年03月 | 2019年06月 | カトウチカ        | 原作：小林裕和 監修：カトウコトノ                                                                               |                                                                                   |
| さよならジュリエッタ | 2016年04月 | 2016年12月 | 道明宏明          | | 『水曜日のシリウス』と同時連載 →『水曜日のシリウス』に移籍                        |
| ガタガール | 2016年05月 | 2017年04月 | 小原ヨシツグ      | |                                                                                   |
| コンクリート・レボルティオ 超人幻想 外伝 魔法少女天下御免！                                                                  | 2016年06月 | 2016年10月 | 名護ムツキ        | 原作：BONES・會川昇 シナリオ構成：鐘弘亜樹 オリジナルキャラクターデザイン： いとうのいぢ                        |                                                                                   |
| マクロスΔ | 2016年06月 | 2018年03月 | タツヲ            | 監修：河森正治 ストーリー原案：「マクロスΔ」より                                                                |                                                                                   |
| オーディンスフィア レイヴスラシル ちいさな妖精女王                                                                           | 2016年07月 | 2018年03月 | 樋野友行          | 原作：アトラス                                                                                                  |                                                                                   |
| アンデッドガール・マーダーファルス                                                                                           | 2016年08月 | 2017年07月 | 友山ハルカ        | 原作：青崎有吾                                                                                                  | 『ネメシス』に移籍                                                                |
| CHAOS;CHILD 〜Children's Collapse〜                                                                                          | 2016年10月 | 2017年09月 | 園心ふつう        | 原作：MAGES./Chiyo St.Inc. 脚本：梅原英司×MAGES.                                                                | 『水曜日のシリウス』に移籍                                                        |
| クロハと虹介 | 2016年11月 | 2017年03月 | 白梅ナズナ        | 原作：成田良悟                                                                                                  | 短期集中連載                                                                      |
| 少年の残響 | 2016年11月 | 2017年11月 | 座紀光倫          | | 『Palcy』に移籍                                                                   |
| 君死にたもうことなかれというなかれ                                                                                           | 2017年01月 | 2017年11月 | 恩田澄子          | |                                                                                   |
| 水曜日の夜には吸血鬼とお店を                                                                                                 | 2017年01月 | 2018年05月 | 羽戸らみ          | | 『水曜日のシリウス』に移籍                                                        |
| にちぶっ! | 2017年01月 | 2018年05月 | 石川沙絵          | | 『水曜日のシリウス』に移籍                                                        |
| 漫画家ちゃんは眠れない | 2017年01月 | 2018年05月 | ゆあみ            | | 『水曜日のシリウス』に移籍                                                        |
| 恋愛ハーレムゲーム終了のお知らせがくる頃に                                                                                   | 2017年01月 | 2019年03月 | 緋賀ゆかり        | 原作：竜騎士07                                                                                                  |                                                                                   |
| ウルトラジャーニー ツインテール少女とツインテールな僕                                                                        | 2017年03月 | 2017年12月 | 閃凡人            | 作：ジコウリュウ 脚本：トオノキョウジ キャラクターデザイン：まめっち 監修：円谷プロダクション                   | 『水曜日のシリウス』に移籍                                                        |
| かみつき学園 | 2017年04月 | 2018年05月 | キダニエル        | |                                                                                   |
| 人形の国 | 2017年04月 | 2021年10月 | 弐瓶勉            | |                                                                                   |
| ナヴァグラハ -Virgin 9 soulS-                                                                                                | 2017年05月 | 2019年09月 | 松葉サトル        | 原作：小野大輔、近藤孝行 脚本：小林裕和                                                                         |                                                                                   |
| おくることば | 2017年06月 | 2018年05月 | 町田とし子        | | 『水曜日のシリウス』と同時連載 →『水曜日のシリウス』・ 『マガジンポケット』で連載 |
| BLAME! 電基漁師危険階層脱出作戦                                                                                              | 2017年06月 | 2017年12月 | 関根光太郎        | 監修：弐瓶勉 原作：東亜重工動画制作局 （劇場アニメ『BLAME!』より）                                              |                                                                                   |
| WILD WIGHT WEST | 2017年07月 | 2018年07月 | 西田拓矢          | 原作：奥村惇一朗                                                                                                |                                                                                   |
| 悪舌のモルフォ | 2017年08月 | 2018年07月 | 青辺マヒト        | | 『Palcy』に移籍                                                                   |
| はたらかない細胞 | 2017年09月 | 2022年01月 | 杉本萌            | 監修：清水茜 |                                                                                   |
| 怪病医ラムネ | 2017年11月 | 2018年09月 | 阿呆トロ          | | 『マガジンポケット』に移籍                                                        |
| 魔女狩りの現代教典 | 2018年01月 | 2018年07月 | 刀坂アキラ        | | 『マガジンポケット』に移籍                                                        |
| 怪物王女 ナイトメア | 2018年01月 | 2021年05月 | 光永康則          | |                                                                                   |
| A.I.C.O. Incarnation | 2018年01月 | 2019年06月 | 道明宏明          | 原作：BONES 構成：桜瀬ななこ                                                                                    |                                                                                   |
| 奴隷姫 | 2018年02月 | 2019年02月 | やつき            | | 『水曜日のシリウス』と同時連載 →『水曜日のシリウス』・ 『マガジンポケット』で連載 |
| 小学生がママでもいいですか?                                                                                                  | 2018年02月 | 2020年12月 | ぢたま(某)        | |                                                                                   |
| はたらけ! アニメ化見学 | 2018年03月 | 2018年09月 | 杉本萌            | 取材協力：アニメ制作現場の皆さん                                                                                |                                                                                   |
| オモテナシさんはもてなしたい                                                                                                 | 2018年04月 | 2019年04月 | メイジメロウ      | |                                                                                   |
| THE KING OF FIGHTERS 〜A NEW BEGINNING〜                                                                                     | 2018年04月 | 2020年11月 | あずま京太郎      | 原作：SNK | 『マガジンポケット』・ 『コミックDAYS』と同時連載                                 |
| キヘイ戰記 | 2018年05月 | 2019年04月 | 原田ケンタロー    | | 『マガジンポケット』に移籍                                                        |
| 櫛山石尾の凶器録 | 2018年06月 | 2018年08月 | 下田将也          | | 『マガジンポケット』に移籍                                                        |
| さよならのパレード | 2018年08月 | 2019年04月 | 藤屋いずこ        | | 『Palcy』に移籍                                                                   |
| 転生しても社畜だった件 | 2018年12月 | 2020年06月 | 明地雫            | 原作：伏瀬 | 『水曜日のシリウス』と同時連載                                                    |
| revisions | 2019年01月 | 2019年08月 | クロ              | 原作：S・F・S                                                                                                   |                                                                                   |
| ヒプノシスマイク -Division Rap Battle- side B.B & M.T.C                                                                      | 2019年02月 | 2020年05月 | 蟹江鉄史          | 原作：EVIL LINE RECORDS シナリオ：百瀬祐一郎                                                                    |                                                                                   |
| レイジング・ヘル | 2019年03月 | 2021年08月 | 荒木光            | |                                                                                   |
| 転ちゅら！ 転生したらスライムだった件                                                                                        | 2019年04月 | 2023年07月 | 茶々              | 原作：伏瀬 キャラクター原案：みっつばー                                                                         |                                                                                   |
| 異世界で最強魔王の子供達10人のママになっちゃいました。                                                                       | 2019年06月 | 2024年01月 | 遠山えま          | |                                                                                   |
| はたらく血小板ちゃん | 2019年07月 | 2021年06月 | ヤス              | 原作：柿原優子 監修：清水茜                                                                                     |                                                                                   |
| 魔法使い黎明期 | 2019年09月 | 2023年07月 | タツヲ            | 原作：虎走かける キャラクター原案：いわさきたかし                                                               |                                                                                   |
| 川島芳子は男になりたい | 2019年12月 | 2021年02月 | 田中ほさな        | |                                                                                   |
| ダンジョン・シェルパ 迷宮道先案内人                                                                                          | 2020年04月 | 2020年09月 | 刀坂アキラ        | 原作：加茂セイ                                                                                                  | 『水曜日のシリウス』に移籍                                                        |
| 爆宴BAKUEN | 2020年04月 | 2021年12月 | 士貴智志          | 原作：イダタツヒコ                                                                                              |                                                                                   |
| うちの旦那が甘ちゃんで | 2020年05月 | 2022年03月 | 雷蔵              | 原作：神楽坂淳                                                                                                  |                                                                                   |
| はたらく細胞WHITE | 2020年12月 | 2022年09月 | 蟹江鉄史          | 監修：清水茜 |                                                                                   |
| ヒプノシスマイク-Division Rap Battle- side B.B & M.T.C+                                                                      | 2021年03月 | 2024年06月 | うまみザウルス    | 原作：EVIL LINE RECORDS シナリオ：百瀬祐一郎                                                                    |                                                                                   |
| ミラキュラス レディバグ&シャノワール                                                                                         | 2021年03月 | 2023年02月 | 土田陸            | 構成：割田コマ                                                                                                  | 『Palcy』に移籍                                                                   |
| 窮鬼の仇花 | 2021年10月 | 2022年11月 | 冬葉つがる        | |                                                                                   |
| 冷血竜皇陛下の「運命の番」らしいですが、 後宮に引きこもろうと思います 〜幼竜を愛でるのに忙しいので皇后争いはご勝手にどうぞ〜 | 2022年01月 | 2024年02月 | ヤス              | 原作：柚子れもん                                                                                                | 『Palcy』で先行配信                                                               |
| 紅灯のハンタマルヤ | 2022年02月 | 2023年02月 | 町田とし子        | |                                                                                   |
| 大雪海のカイナ | 2022年04月 | 2024年08月 | 武本糸会          | 原作：弐瓶勉 |                                                                                   |
| 超級装備で無双して、異世界王に俺はなる！                                                                                     | 2022年05月 | 2023年01月 | SHONEN            | 訳：原正人 | 『マガジンポケット』に移籍                                                        |
| 悪魔公女 | 2022年07月 | 2024年07月 | 士貴智志          | 原作：春の日びより                                                                                              |                                                                                   |
| 死に戻りの幸薄令嬢、 今世では最恐ラスボスお義兄様に溺愛されてます                                                            | 2022年09月 | 2025年03月 | 山いも三太郎      | 原作：柚子れもん                                                                                                | 本誌では連載終了                                                                  |
| はたらく細胞 おくすり | 2023年07月 | 2025年07月 | 九似良            | 原案：清水茜 原作・構成：割田コマ                                                                               |                                                                                   |
| 転生したらスライムだった件 番外編 とある休暇の過ごし方                                                                       | 2023年09月 | 2025年07月 | 高田裕三          | 原作：伏瀬 キャラクター原案：みっつばー                                                                         |                                                                                   |

## 『月刊少年シリウス』公式サイト連載作品
|          | タイトル                              | 開始           | 終了           | 作者           | 原作など     | 備考                |
| -------- | ------------------------------------- | -------------- | -------------- | -------------- | ------------ | ------------------- |
| 掲載中   | 魔女っ娘つくねちゃんWEB               | 2006年07月     | 2008年10月     | まがりひろあき |              |                     |
| 掲載中   | 魔女っ娘つくねちゃんswf               | 2008年11月     | 2014年11月     | まがりひろあき |              |                     |
| 掲載中   | ルノアール兄弟の愛した大童貞          |                | 2011年02月25日 | ルノアール兄弟 |              |                     |
| 掲載中   | アルヴ・レズル -機械仕掛けの妖精たち- | 2012年12月26日 | 2013年03月01日 | 天羽銀         | 原作：山口優 | ニコニコ静画に掲載  |
| 掲載終了 | あくはむ                              |                |                | 新居さとし     |              | Web・本誌両方で連載 |
| 掲載終了 | 今日のミカド                          |                |                | 高橋祐         |              |                     |
| 掲載終了 | めいぐる                              |                |                | ヤマモト岳輝   |              |                     |

## 水曜日のシリウス

### 連載中（水曜日のシリウス）
| タイトル                                                                         | 開始           | 終了 | 作者       | 原作など                                          | 備考                             |
| -------------------------------------------------------------------------------- | -------------- | ---- | ---------- | ------------------------------------------------- | -------------------------------- |
| 異世界魔王と召喚少女の奴隷魔術                                                   | 2015年06月24日 |      | 福田直叶   | 原作：むらさきゆきや キャラクター原案：鶴崎貴大   |                                  |
| 転生したらスライムだった件                                                       | 2015年10月30日 |      | 川上泰樹   | 原作：伏瀬                                        | 『月刊少年シリウス』と同時連載   |
| 異世界支配のスキルテイカー 〜ゼロから始める奴隷ハーレム〜                        | 2016年06月22日 |      | 笠原巴     | 原作：柑橘ゆすら キャラクター原案：蔓木鋼音       |                                  |
| 聖者無双                                                                         | 2017年01月27日 |      | 秋風緋色   | 原作：ブロッコリーライオン キャラクター原案：sime |                                  |
| ポーション頼みで生き延びます!                                                    | 2017年06月07日 |      | 九重ヒビキ | 原作：FUNA キャラクター原案：すきま               |                                  |
| 老後に備えて異世界で8万枚の金貨を貯めます                                        | 2017年06月14日 |      | モトエ恵介 | 原作：FUNA キャラクター原案：東西                 |                                  |
| 辺境の老騎士バルド・ローエン                                                     | 2018年04月25日 |      | 菊石森生   | 原作：支援BIS                                     | 『ヤングマガジンサード』でも連載 |
| 俺だけ入れる隠しダンジョン 〜こっそり鍛えて世界最強〜                            | 2018年05月02日 |      | 樋野友行   | 原作：瀬戸メグル キャラクター原案：竹花ノート     |                                  |
| 自称! 平凡魔族の英雄ライフ 〜B級魔族なのにチートダンジョンを作ってしまった結果〜 | 2018年05月02日 |      | こねこねこ | 原作：あまうい白一 キャラクター原案：卵の黄身     |                                  |
| 転スラ日記 転生したらスライムだった件                                            | 2018年05月09日 |      | 柴         | 原作：伏瀬                                        | 『月刊少年シリウス』と同時連載   |
| レベル1だけどユニークスキルで最強です                                            | 2018年05月30日 |      | 真綿       | 原作：三木なずな キャラクター原案：すばち         |                                  |
| デキる猫は今日も憂鬱                                                             | 2018年08月23日 |      | 山田ヒツジ |                                                   | 『マガジンポケット』でも連載     |
| ライドンキング                                                                   | 2018年12月20日 |      | 馬場康誌   |                                                   | 『月刊少年シリウス』と同時連載   |
| 異世界マンチキン -HP1のままで最強最速ダンジョン攻略-                             | 2019年02月05日 |      | 青桐良     | 原作：志瑞祐                                      |                                  |
| 時間停止勇者                                                                     | 2019年09月26日 |      | 光永康則   |                                                   | 『月刊少年シリウス』と同時連載   |

### 連載終了（水曜日のシリウス）
| タイトル                                                  | 開始           | 終了           | 作者                                     | 原作など | 備考                                                                              |
| --------------------------------------------------------- | -------------- | -------------- | ---------------------------------------- | --- | --------------------------------------------------------------------------------- |
| 彼女がフラグをおられたら ルートラブ                       | 2013年07月26日 | 2014年06月11日 | 綾咲千城                                 | 原作：竹井10日 キャラクター原案：CUTEG                                                                          |                                                                                   |
| みならい女神 プルプルんシャルム 遠足編                    | 2013年07月26日 | 2015年12月23日 | キダニエル                               | 原作：ジコウリュウ キャラクターデザイン：マルイノ                                                               |                                                                                   |
| クワガタにチョップしたらタイムスリップした                | 2013年07月26日 | 2014年08月20日 | 下田将也                                 | 原作：タカハシヨウ （家の裏でマンボウが死んでるP） キャラクター原案：竜宮ツカサ （家の裏でマンボウが死んでるP） | 『月刊少年シリウス』と同時連載                                                    |
| 戦勇。メインクエスト 第一章                               | 2013年08月21日 | 2014年05月14日 | 春原ロビンソン                           | |                                                                                   |
| オパパゴト                                                | 2013年11月27日 | 2015年02月11日 | 白梅ナズナ                               | | 『月刊少年シリウス』と同時連載                                                    |
| NINJA SLAYER 殺                                           | 2014年01月22日 | 2016年12月28日 | 関根光太郎 ニンジャスレイヤー 翻訳チーム | 原作：ブラッドレー・ボンド フィリップ・N・モーゼズ                                                              |                                                                                   |
| アルノサージュ〜生まれいずる星へ祈る詩〜                  | 2014年02月26日 | 2015年04月28日 | タツヲ                                   | 原作：GUST |                                                                                   |
| たりんたらん                                              | 2014年03月31日 | 2016年08月03日 | 杉本萌                                   | | 『月刊少年シリウス』と同時連載                                                    |
| 四方世界の王                                              | 2014年04月30日 | 2014年06月25日 | 雨音たかし                               | 原作：定金伸治                                                                                                  | 本誌から移籍                                                                      |
| 生徒会探偵キリカたちの日常                                | 2014年04月23日 | 2015年05月13日 | 福田直叶                                 | 原作：杉井光 キャラクター原案：ぽんかん⑧                                                                        |                                                                                   |
| 戦勇。メインクエスト 第二章                               | 2014年06月25日 | 2017年03月01日 | 春原ロビンソン                           | |                                                                                   |
| 東京レイヴンズ Sword of Song                              | 2014年07月30日 | 2015年08月26日 | 久世蘭                                   | 原作：あざの耕平 原作キャラクターデザイン：すみ兵                                                               | 『月刊少年ライバル』から移籍                                                      |
| スペース☆ダンディ 天狼星画                                | 2014年08月06日 | 2014年08月13日 | 天羽銀                                   | 原作：BONES |                                                                                   |
| 藤原伯爵の受難                                            | 2014年08月27日 | 2016年08月24日 | 青辺マヒト                               | | 『月刊少年シリウス』と同時連載                                                    |
| ファイナルリクエスト                                      | 2014年09月24日 | 2019年01月23日 | 日下一郎                                 | 協力：株式会社ヒューガ                                                                                          |                                                                                   |
| 魔女っ娘つくねちゃんじゃないやつ                          | 2014年12月17日 | 2015年12月15日 | まがりひろあき                           | |                                                                                   |
| 生徒会探偵キリカ                                          | 2015年04月23日 | 2015年11月25日 | YUI                                      | 原作：杉井光 キャラクター原案：ぽんかん⑧                                                                        | 本誌から移籍                                                                      |
| アルティメット・アンチヒーロー                            | 2015年05月27日 | 2016年02月24日 | うおぬまゆう                             | 原作：海空りく キャラクター原案：Nardack                                                                        |                                                                                   |
| サイボーグ009VSデビルマン BREAKDOWN                       | 2015年10月14日 | 2016年02月24日 | 吉富昭仁                                 | 原作：石ノ森章太郎、永井豪                                                                                      |                                                                                   |
| 浜村渚の計算ノート                                        | 2016年02月03日 | 2016年12月21日 | モトエ恵介                               | 原作：青柳碧人 キャラクター原案：桐野壱                                                                         | 本誌から移籍                                                                      |
| 新しい彼女がフラグをおられたら                            | 2016年03月23日 | 2016年06月22日 | 凪庵                                     | 原作：竹井10日 キャラクター原案：CUTEG                                                                          | 本誌から移籍                                                                      |
| さよならジュリエッタ                                      | 2016年06月29日 | 2017年05月31日 | 道明宏明                                 | | 『月刊少年シリウス』と同時連載 →本誌から移籍                                      |
| ゴロセウム 番外編                                         | 2016年07月20日 | 2016年11月23日 | 馬場康誌                                 | |                                                                                   |
| 天に向かってつば九郎                                      | 2016年09月07日 | 2019年07月22日 | まがりひろあき                           | 原作・監修： 東京ヤクルトスワローズ                                                                             |                                                                                   |
| マルドゥック・デーモンズ                                  | 2016年11月30日 | 2018年07月25日 | 皆本形介                                 | 原作：小説「マルドゥック」シリーズ （冲方丁 作）                                                                | 『ネメシス』でも連載                                                              |
| ヒールをはいた猫                                          | 2017年06月07日 | 2020年05月08日 | 浅井優杝                                 | 原作：堂島高博                                                                                                  |                                                                                   |
| よるのないくに2 〜日々花盛り〜                            | 2017年07月05日 | 2017年12月20日 | 戸野タエ                                 | 原作：コーエーテクモゲームス                                                                                    |                                                                                   |
| CHAOS;CHILD 〜Children's Collapse〜                       | 2017年07月05日 | 2018年11月28日 | 園心ふつう                               | 原作：MAGES./Chiyo St.Inc. 脚本：梅原英司×MAGES.                                                                | 本誌から移籍                                                                      |
| おくることば                                              | 2017年07月07日 | 2018年10月24日 | 町田とし子                               | | 『月刊少年シリウス』と同時連載 →『水曜日のシリウス』・ 『マガジンポケット』で連載 |
| ウルトラジャーニー ツインテール少女とツインテールな僕     | 2017年12月27日 | 2018年04月11日 | 閃凡人                                   | 作：ジコウリュウ 脚本：トオノキョウジ キャラクターデザイン：まめっち 監修：円谷プロダクション                   | 本誌から移籍                                                                      |
| 今まで一度も女扱いされたことがない 女騎士を女扱いする漫画 | 2018年03月28日 | 2021年03月11日 | マツモトケンゴ                           | |                                                                                   |
| 奴隷姫                                                    | 2018年04月04日 | 2019年08月24日 | やつき                                   | | 『月刊少年シリウス』と同時連載                                                    |
| 七都市物語                                                | 2018年04月18日 | 2019年10月07日 | フクダイクミ                             | 原作：田中芳樹                                                                                                  | 『ヤングマガジンサード』でも連載                                                  |
| にちぶっ!                                                 | 2018年05月02日 | 2018年05月02日 | 石川沙絵                                 | | 本誌から移籍                                                                      |
| 漫画家ちゃんは眠れない                                    | 2018年05月02日 | 2018年11月21日 | ゆあみ                                   | | 本誌から移籍                                                                      |
| 水曜日の夜には吸血鬼とお店を                              | 2018年05月02日 | 2019年02月20日 | 羽戸らみ                                 | | 本誌から移籍                                                                      |
| もんすたあのえほん                                        | 2018年05月23日 | 2019年06月14日 | たかはしゆう                             | |                                                                                   |
| 春夏冬さんに呪われるっ!?                                  | 2018年07月25日 | 2019年08月06日 | 三ノ咲コノリ                             | | 『Palcy』でも連載                                                                 |
| たった一人の君と七十億の死神                              | 2018年08月15日 | 2018年10月03日 | 松永孝之                                 | 原作：ツカサ | 『マガジンR』でも連載                                                             |
| ポンコツが転生したら存外最強                              | 2018年08月15日 | 2020年10月21日 | 海月れおな                               | |                                                                                   |
| 変な知識に詳しい彼女 高床式草子さん                       | 2018年09月05日 | 2020年03月31日 | おはなちゃん                             | | 『週刊ヤングマガジン』・ 『コミックDAYS』と同時連載                               |
| 転生しても社畜だった件                                    | 2018年09月26日 | 2020年01月29日 | 明地雫                                   | 原作：伏瀬 | 『月刊少年シリウス』と同時連載                                                    |
| やりすぎた魔神殲滅者の七大罪遊戯                          | 2018年010月3日 | 2020年04月22日 | カメノヒロ弥                             | 原作：上栖綴人・Go Hands                                                                                        |                                                                                   |
| 機動戦士ガンダム Twilight AXIS                            | 2018年10月12日 | 2020年02月14日 | 蒔島梓                                   | 原作：矢立肇・富野由悠季 （「機動戦士ガンダム」より） コンセプトアドバイザー： Ark Performance 協力：サンライズ | 『月刊ヤングマガジン』でも連載                                                    |
| ダンゲロス1969                                            | 2018年11月23日 | 2018年12月07日 | 横田卓馬                                 | 原作：架神恭介                                                                                                  | 『ヤングマガジンサード』でも連載                                                  |
| ぼくたちのリメイク                                        | 2018年11月23日 | 2022年04月04日 | 閃凡人                                   | 原作：木緒なち キャラクター原案：えれっと                                                                       |                                                                                   |
| 小学生がママでもいいですか?                               | 2019年01月21日 | 2020年11月02日 | ぢたま(某)                               | |                                                                                   |
| 生徒会長はベッドの上で全てを解く                          | 2019年02月01日 | 2020年10月17日 | 維邪之托刀                               | 原作：ツカサ |                                                                                   |

## アニメ化作品

### テレビアニメ
| 作品                                            | 放送年          | アニメーション制作 | 備考                                       |
| ----------------------------------------------- | --------------- | ------------------ | ------------------------------------------ |
| 怪物王女                                        | 2007年          | マッドハウス       | OVAあり                                    |
| 夜桜四重奏 〜ヨザクラカルテット〜               | 2008年（第1作） | ノーマッド         | OVAあり                                    |
| 夜桜四重奏 〜ヨザクラカルテット〜               | 2013年（第2作） | タツノコプロ       | OVAあり                                    |
| まじもじるるも                                  | 2014年          | J.C.STAFF          | OVAあり                                    |
| 将国のアルタイル                                | 2017年          | MAPPA              |                                            |
| はたらく細胞                                    | 2018年（第1期） | david production   | 特別編あり                                 |
| はたらく細胞                                    | 2021年（第2期） | david production   | 特別編あり                                 |
| 転スラ日記 転生したらスライムだった件（アニメ） | 2021年          | エイトビット       | 『転生したらスライムだった件』のスピンオフ |
| デキる猫は今日も憂鬱                            | 2023年          | GoHands            |                                            |
| ポンコツ風紀委員とスカート丈が不適切なJKの話    | 未公表          | ゼロジー           |                                            |

本誌から掲載誌を移籍後に『怪病医ラムネ』がテレビアニメ化されている。

#### コミカライズ作品のアニメ化
| 作品                                 | 放送年          | アニメーション制作 | 備考     |
| ------------------------------------ | --------------- | ------------------ | -------- |
| 妖怪アパートの幽雅な日常             | 2017年          | シンエイ動画       |          |
| 転生したらスライムだった件（アニメ） | 2018年（第1期） | エイトビット       | 映画あり |
| 転生したらスライムだった件（アニメ） | 2021年（第2期） | エイトビット       | 映画あり |
| 転生したらスライムだった件（アニメ） | 2024年（第3期） | エイトビット       | 映画あり |
| 転生したらスライムだった件（アニメ） | 未公表（第4期） | 未公表             | 映画あり |

### OVA
| 作品                  | 発売年          | アニメーション制作 | 備考 |
| --------------------- | --------------- | ------------------ | ---- |
| 魔女っ娘つくねちゃん+ | 2005年 - 2006年 | XEBEC              |      |

## 発行部数
- 2005年 創刊号：5万部
- 2007年 2万部

|        | 1 - 3月   | 4 - 6月   | 7 - 9月   | 10 - 12月 |
| ------ | --------- | --------- | --------- | --------- |
| 2008年 |           | 20,000 部 | 20,000 部 |           |
| 2009年 |           |           | 16,000 部 | 16,000 部 |
| 2010年 | 15,667 部 | 15,000 部 | 14,000 部 | 13,000 部 |
| 2011年 | 12,000 部 | 12,000 部 | 12,000 部 | 12,000 部 |
| 2012年 | 12,000 部 | 11,500 部 | 11,500 部 | 11,167 部 |
| 2013年 | 11,234 部 | 11,000 部 | 17,334 部 | 25,000 部 |
| 2014年 | 16,667 部 | 14,000 部 | 12,000 部 | 10,667 部 |
| 2015年 | 9,667 部  | 9,000 部  | 9,000 部  | 9,500 部  |
| 2016年 | 9,233 部  | 8,600 部  | 8,917 部  | 8,583 部  |
| 2017年 | 8,500 部  | 8,500 部  | 8,500 部  | 8,500 部  |
| 2018年 | 8,433 部  | 7,933 部  | 7,267 部  | 9,700 部  |
| 2019年 | 14,867 部 | 9,333 部  | 8,033 部  | 7,667 部  |
| 2020年 | 7,200 部  | 7,167 部  | 7,200 部  | 7,200 部  |
| 2021年 | 7,200 部  | 7,200 部  | 7,200 部  | 7,200 部  |
| 2022年 | 7,200 部  | 7,200 部  | 7,200 部  | 7,200 部  |
| 2023年 | 7,200 部  | 7,200 部  | 7,200 部  | 7,333 部  |
| 2024年 | 7,200 部  | 7,100 部  | 6,900 部  | 6,900 部  |
| 2025年 | 6,900 部  | 6,900 部  |           |           |

## ロゴ
誌名ロゴは、初期は角が丸められた直線を主体としており、斜体がかかったやや細身の字体であった。また、2色の太い縁取りと字体がともに明るい色合いのカラフルな配色であり、全体としてポップなデザインだった。しかし、創刊から約半年後の2006年1月号より変更されており、2010年現在は垂直な太い線でロゴスペース全体を隙間なく埋める、直角が強調された少年漫画雑誌の定型的なデザインになっている。